# Laura Rafferty
Laura Marie Rafferty (Southampton, 29 aprile 1996) è una calciatrice nordirlandese, difensore del Rangers e della nazionale nordirlandese.